# Chester Bidwell Darrall

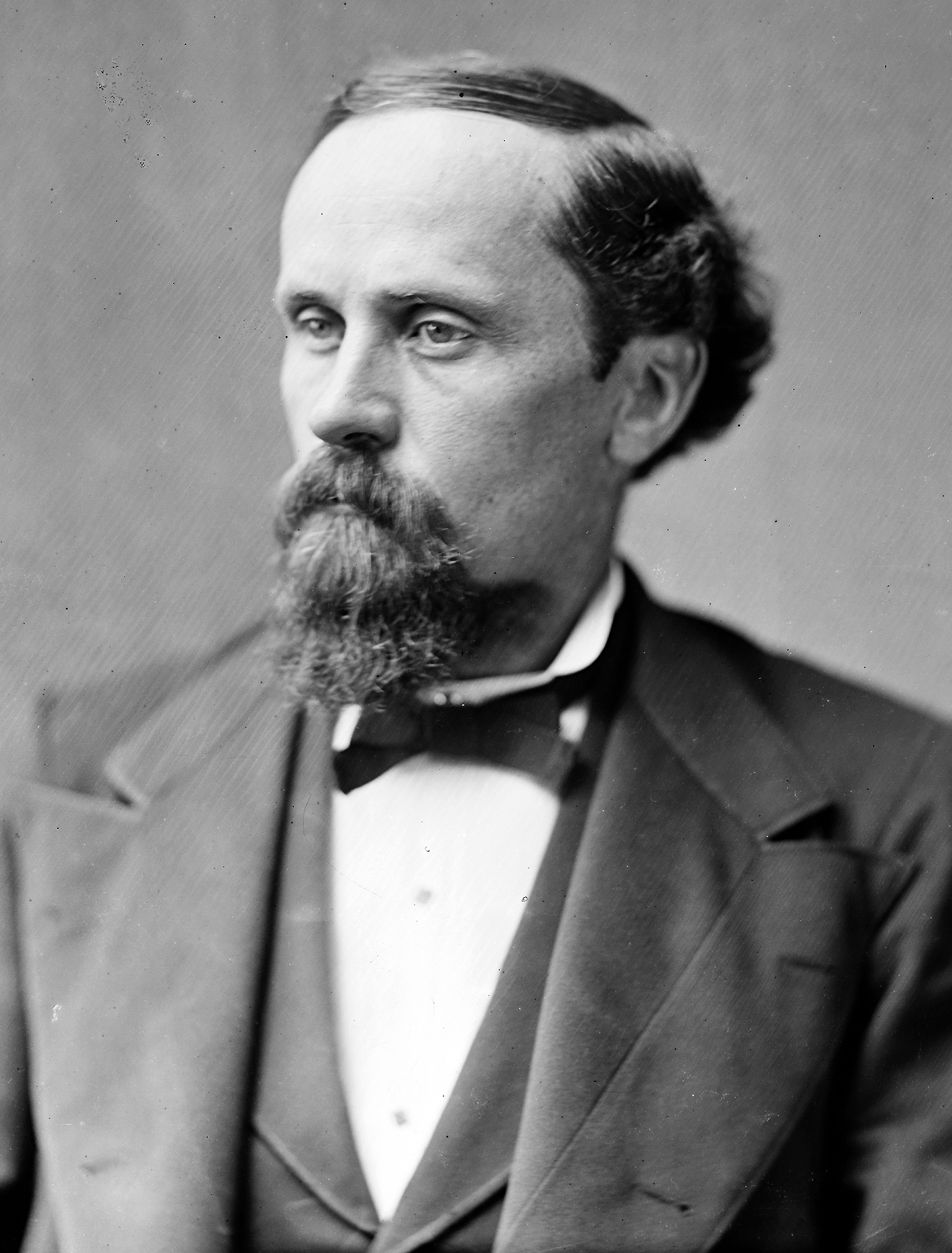
Chester Bidwell Darrall

Chester Bidwell Darrall (* 24. Juni 1842 bei Addison, Somerset County, Pennsylvania; † 1. Januar 1908 in Washington, D.C.) war ein US-amerikanischer Politiker. Zwischen 1869 und 1878 sowie nochmals von 1881 bis 1883 vertrat er den Bundesstaat Louisiana im US-Repräsentantenhaus.

## Werdegang
Chester Darrall besuchte die öffentlichen Schulen seiner Heimat und studierte danach am Medical College in Albany im Staat New York Medizin. Während des Bürgerkrieges diente er als Arzt in einer Einheit aus dem Staat New York. Er blieb bis 1867 bei der Armee. Zum Zeitpunkt seines Ausscheidens aus dem Militärdienst war er in Louisiana stationiert. Er blieb in diesem Staat und wurde im heutigen Morgan City im Handel und als Pflanzer tätig.
In seiner neuen Heimat begann Darrall als Mitglied der Republikanischen Partei eine politische Laufbahn. Im Jahr 1868 saß er im Senat von Louisiana. In den Jahren 1872 und 1876 war er Delegierter zu den jeweiligen Republican National Conventions, auf denen Ulysses S. Grant und später Rutherford B. Hayes als Präsidentschaftskandidaten nominiert wurden. Bei den Kongresswahlen des Jahres 1868 wurde er im dritten Wahlbezirk von Louisiana in das US-Repräsentantenhaus in Washington gewählt, wo er am 4. März 1869 die Nachfolge von Joseph P. Newsham antrat. Nach drei Wiederwahlen konnte er bis zum 20. Februar 1878 im Kongress verbleiben. An diesem Tag musste er sein Mandat an Joseph H. Acklen von der Demokratischen Partei abtreten, der die Wahl des Jahres 1876 erfolgreich angefochten hatte. 1878 verzichtete Chester Darrall auf eine weitere Kongresskandidatur. Während seiner ersten Zeit um US-Repräsentantenhaus wurde dort im Jahr 1870 der 14. Verfassungszusatz verabschiedet.
1880 wurde Darrall noch einmal im dritten Distrikt in den Kongress gewählt. Dort löste er am 4. März 1881 Joseph Acklen wieder ab. Bis zum 3. März 1883 absolvierte er eine weitere Legislaturperiode im Repräsentantenhaus. Im Jahr 1882 wurde er aber nicht bestätigt. Zwischen 1883 und 1885 leitete er das Bundeskatasteramt (Land Office) in New Orleans. Außerdem war er mit dem Anbau von Zuckerrohr befasst. Im Jahr 1888 bewarb er sich erfolglos um die Rückkehr in den Kongress. Später zog er in die Bundeshauptstadt Washington, wo er am 1. Januar 1908 verstarb.